# Salvatore Maranzano
Salvatore Maranzano (31 de julio de 1886 - 10 de septiembre de 1931) fue un personaje del crimen organizado, originario de la ciudad Castellammare del Golfo, en Sicilia, Italia. También fue uno de los primeros jefes de la Cosa Nostra en los Estados Unidos. Fue el último en ostentar el título oficial de Jefe de jefes o "Capo di tutti i capi" (En inglés, Boss of Bosses) de la mafia norteamericana.

## Biografía

### Inicios
Cuando era joven, Maranzano deseaba convertirse en sacerdote de la religión católica, incluso llegó a pensar en estudiar y prepararse para el sacerdocio; sin embargo, con el tiempo se asoció a la mafia de su tierra natal. Tenía una presencia dominante, y era ampliamente respetado por sus colegas del hampa. Asimismo, poseía una fascinación por Julio César y el Imperio romano y disfrutaba dialogar con sus homólogos de la mafia estadounidense sobre estos temas, por lo que fue apodado Little Caesar (Pequeño César).

### Carrera
Maranzano llegó a los Estados Unidos en 1925, y se estableció en Brooklyn. Mientras construía un negocio legítimo como agente de bienes raíces, también mantenía un creciente negocio de contrabando de licor. Pronto, se convirtió en el líder de un grupo grande de mafiosos procedentes de Castellammare del Golfo, incluyendo a Joseph Bonanno, Joseph Profaci, y Stefano Magaddino. Todos estos miembros del hampa habían sido enviados a los Estados Unidos por Vito Cascio ferro, el principal capo de la mafia en Sicilia, con las órdenes de organizar la mafia en ese país y ponerla bajo su control. No obstante, Don Vito fue arrestado y murió en una prisión fascista. Esto provocó que Maranzano decidiese organizar la mafia en los Estados Unidos bajo su propia supervisión.

### Guerra de los Castellammarenses
Maranzano comenzó a invadir el territorio del capo de la mafia Joe Masseria, logrando posesionarse de las cantinas de su enemigo, y a su vez secuestrando algunos de los camiones de licor. Esto causó una batalla en los bajos fondos de la mafia, conocida como la Guerra de los Castellammarenses. Al inicio de la guerra sus enemigos le superaban en número, pero se fueron fortaleciendo con el progreso del conflicto. El enfrentamiento terminó después de que uno de los tenientes de Masseria conocido como Lucky Luciano, ayudase a orquestar el asesinato de su jefe en abril de 1931, con la condición de que fuese considerado igual a Maranzano.

### Jefe de jefes
Maranzano se convirtió en uno de los más poderosos gánsteres de Nueva York, y dos semanas después del asesinato de Masseria, citó a varios mafiosos a encontrarse en una sala de banquetes en una ubicación secreta en el norte del estado de Nueva York. En esta reunión presentó su visión de un nuevo crimen organizado, estructurado bajo líneas jerárquicas. De esta manera, la mafia neoyorkina sería organizada en Cinco familias, encabezadas por él mismo, por Luciano, Profaci, Vincent Mangano y Thomas Gagliano. Además, se creó un cargo especial para sí mismo, denominado Jefe de jefes.
También, estableció las reglas para una Comisión de mafia, donde prohibió que se cometiesen asesinatos al azar o que los miembros de la comisión hablaran sobre la mafia y sus actividades con cualquier persona fuera del grupo, incluso si la persona era familiar. Cualquiera que no cumpliese con las reglas sería castigado con la muerte. Para demostrar su dominio a los otros jefes influyentes como Al Capone, los convocó a una reunión en Wappingers Falls para manifestarles que ahora él era el líder de las operaciones de la mafia en Nueva York.
No obstante sus maquinaciones, en especial su tratamiento arrogante hacia sus subordinados, su afición por comparar su organización con el imperio romano, su intento por establecer un modelo siguiendo la línea de mando militar de Julio César, fueron mal vistas por Luciano y sus ambiciosos colaboradores como Vito Genovese, Frank Costello, entre otros. Luciano llegó a creer que Maranzano tenía más hambre de poder que el mismísimo Masseria cuando vivía.
A pesar de su apoyo hacia métodos modernos de organización, incluyendo el principio de que los capos supervisasen a los trabajadores que realizaban la mayor parte del trabajo de la familia, enfrentó el resentimiento entre los más jóvenes mafiosos y lo denominaron Mustache Pete, que significaba un mafioso tradicionalista y seguidor de las antiguas costumbres. Su alejamiento a las nuevas tendencias ideológicas fue visible debido a que se opuso a la asociación de Luciano con gánsteres no italianos como Meyer Lansky y Bugsy Siegel. De hecho, Luciano y sus colegas estaban esperando el momento oportuno para deshacerse de Maranzano.

## Asesinato
Maranzano se dio cuenta de los planes de sus enemigos, y comenzó a planificar el asesinato de Luciano, Genovese, Costello, y otros. Sin embargo, no actuó rápidamente, ya que en el momento en que contrató a Mad Dog Coll para que realizase los crímenes, Luciano ya se había enterado de sus planes con la ayuda de Meyer Lansky. Seguidamente, Luciano acordó con Samuel Levine y otros tres gánsteres recomendados por Lansky para que se dirigiesen a las oficinas de Maranzano el 10 de septiembre de 1931, disfrazados de policías. Una vez que los matones estuvieron en las oficinas, en el noveno piso del edificio Helmsley, desarmaron a los guardias de Maranzano. Luego, dispararon y acuchillaron a Maranzano hasta matarlo, y cuando huyeron del edificio se encontraron con Coll, y le advirtieron que había ocurrido un allanamiento policial, razón por la cual también se alejó.
Después de la muerte de Maranzano, Luciano y sus colegas reorganizaron las cinco familias y abolieron el cargo de Jefe de jefes. La mayoría de la familia de Maranzano fue heredada por Joseph Bonanno, y se la nombró como la Familia Bonanno.

## Fotografías
Las únicas fotografías conocidas de Maranzano son las de la escena de su muerte. En el 2009, el autor David Critchley había identificado la foto que alguna vez se señaló como una foto policial de Maranzano como perteneciente al gánster londinense Salvatore Messina. En agosto del 2019, el Informer publicó otra foto que se creía que era de Maranzano, pero luego se retractó en septiembre debido a que historiadores europeos identificaron la imagen como perteneciente al criminal alemán Peter Kürten.

## En la cultura popular
- Maranzano juega un pequeño rol ficticio en la novela de Mario Puzo El padrino. Maranzano rechaza la propuesta de Don Vito Corleone de compartir su monopolio sobre las apuestas ilegales en Nueva York a cambio de contactos policiales y políticos y la expansión en Brooklyn y El Bronx. Maranzano arregla que dos hombres de Al Capone vinieran a Nueva York y mataran a Corleone. A través de sus contactos en Chicago, Corleone se enteró y envió a Luca Brasi a asesinar a los pistoleros. Con Capone fuera de la escena, se inició la gran guerra de bandas de 1933. Desesperado por la paz, Maranzano aceptó sentarse en un restaurante en Brooklyn, donde fue asesinado por Salvatore Tessio, un capo de la familia Corleone. Posteriormente, Corleone tomó control de la organización de Maranzano y llevó a cabo una reunión para reorganizar la Mafia estadounidense, algo que el Maranzano de la vida real sí hizo.
- En la película de 1972 The Valachi Papers, Maranzano es interpretado por Joseph Wiseman.
- En la miniserie de 1981 de NBC The Gangster Chronicles, Maranzano es interpretado por Joseph Mascolo.
- En la película de 1990 Mobsters, Maranzano es interpretado por Michael Gambon, que es llamado "Faranzano". Su muerte también es diferente en la película dado que "Faranzano" fue lanzado de la ventana de un edificio.
- En la película de 1999 Lansky, Maranzano es interpretado por Ron Gilbert.
- En la película de 1999 de Lifetime Bonanno: A Godfather's Story, Maranzano es interpretado por Edward James Olmos.
- En el episodio de la serie Torchwood llamado "Immortal Sins", Maranzano es interpretado por Cris D'Annunzio.
- En la quinta temporada de Boardwalk Empire, Maranzano es interpretado por Giampiero Judica. En el show, su muerte es mostrada como ordenada por Nucky Thompson, y el hermano de Nucky, Eli es uno de los pistoleros que participa en él, liquidando a Maranzano de un disparo en la cabeza.
- En la película de 2021 Lansky, Maranzano es interpretado por Jay Giannone. En la película, Meyer Lansky está presente en la habitación antes de que Bugsy Siegel lo apuñala hasta matarlo.